# قاي داريل
قاي داريل (بالإنجليزية: Guy Darrell)‏ هو مغني بريطاني، ولد في 22 أبريل 1940 في كنت في المملكة المتحدة، وتوفي في 3 مايو 2013 في إسبانيا بسبب سرطان.

## روابط خارجية
- قاي داريل على موقع ميوزك برينز (الإنجليزية)
- قاي داريل على موقع ديسكوغز (الإنجليزية)